# Posteo
Posteo est un fournisseur de courrier électronique allemand dont l'infrastructure informatique est basée uniquement sur des logiciels open-source. Posteo utilise de l'énergie verte fournie par Green Planet Energy et est sans publicité. Le service offre des comptes pour les particuliers et entreprises pour 1 € par mois. La création du compte ainsi que le paiement peuvent être faits anonymement. Depuis les révélations d'Edward Snowden en 2013 sur le programme de surveillance de masse mis en place par la NSA, Posteo est passé de 10 000 utilisateurs à 70 000 en 2014.

## Historique de la société
Posteo a été créée en 2009 par Patrik et Sabrina Löhr dans le quartier de Kreuzberg à Berlin.

## Sécurité

### Accès aux serveurs
Posteo n'enregistre pas l'adresse IP de ses visiteurs et la connexion s'effectue toujours de manière chiffrée avec TLS et Perfect Forward Secrecy. Depuis mai 2014, Posteo utilise également la technologie DANE,. Il est possible d'activer la double authentification grâce à un mot de passe à usage unique reçu sur un autre appareil,.

### Acheminement des courriels
L'acheminement des courriels s'effectue toujours de manière chiffrée avec TLS, Perfect Forward Secrecy et DANE. De plus, l'adresse IP est supprimée de l'entête des courriels envoyés.

### Stockage des données
Les utilisateurs ont également la possibilité de chiffrer l'intégralité des courriels, calendriers et contacts stockés sur les serveurs de Posteo afin qu'aucun tiers ne puisse les lire.